# Bolshecapnia sasquatchi
Bolshecapnia sasquatchi is een steenvlieg uit de familie Capniidae. De wetenschappelijke naam van de soort is voor het eerst geldig gepubliceerd in 1965 door Ricker.